# Pietro Torchitorio III
Pietro Torchitorio III nato Pietro di Torres (... – 1188) fu giudice di Cagliari dal 1163 fino al 1188.

## Biografia
Figlio di Gonario II di Torres, è genero del precedente giudice Costantino II Salusio III, avendo sposato la sua prima figlia. Diventa giudice subito dopo la morte del suocero.
Subito dopo l'insediamento Pietro Torchitorio subì la invasione del giudicato da parte di Barisone I di Arborea, filogenovese, in quanto riteneva che il titolo di giudice di Cagliari spettasse a lui. Infatti Cagliari era tormentata da due fazioni: i filogenovesi e i filopisani.
In un primo tempo fuggì nel Giudicato di Torres, ma nel 1164 ebbe il sostegno del fratello Barisone II di Torres e delle forze pisane, tornando trionfante a Cagliari. Nel corso del suo regno poi ci furono nuovi tentativi di conquista da parte di Barisone d'Arborea, ma sempre inutilmente.
Pietro di Torres è famoso anche per aver abbandonato la linea politica filopisana: nel 1168 raggiunse infatti un accordo con i genovesi per mezzo del quale concesse il monopolio per il commercio nel territorio del Giudicato. I Pisani, preoccupati per i loro commerci, gli mettono contro il cognato, Orberto Obertenghi Marchese di Massa, marito di Giorgia, la figlia più piccola di Costantino II Salusio III.
Nel 1188 Orberto invade il Giudicato e sconfigge Pietro che è costretto a fuggire o viene ucciso nello stesso anno. Venne succeduto da Guglielmo I Salusio IV, figlio di Oberto e Giorgia, la seconda figlia di Costantino II.
Probabilmente sia figlia sposò Eldito Visconti, da tale unione nascerà Alberto Visconti.